# 本願寺福井別院
本願寺福井別院（ほんがんじふくいべついん）は、福井市松本にある浄土真宗本願寺派（西本願寺）の別院である。

## 概要
浄土真宗本願寺派の福井教区（福井県）の教化拠点として福井教区教務所が併設されている。
住職は浄土真宗本願寺派門主（本願寺住職）であるが、平素は輪番が寺務を統理し、福井教区の教務所長を兼ねている。2022（令和4）年4月より、宗務組織改革のため、輪番（教務所長）が福井（福井）と金沢（石川）とを兼務することとなった。
また、歴史的背景から近くには大谷派の福井別院本瑞寺もある。それぞれの本山の通称にちなみ本願寺派の当院は西別院、大谷派の福井別院を東別院と通称されている。
また、当派系の北陸学園（北陸中学校、北陸高等学校）も至近に所在する。

## 歴史
公式ホームページによる。
1475（文明7）年に蓮如が吉崎を退去し、畿内へ向かう。これをうけ越前国守、朝倉敏景の請により吉崎御坊は同年一乗谷に移転、福井御坊の起源となる。天正12年（1584）東郷領主、長谷川秀一が東郷に坊舎を移築。同13年秀吉の命により北ノ庄城主となった堀秀政が真宗に帰依し、北ノ庄柳町に方百間の寺地を寄進、その子秀治のときに堂宇を建立。慶長5年（1600）家康の次男結城秀康が越前領主となる。寛永17年（1640）本願寺第12代准如の第9子理光院照円が入寺。
万治2年（1659）福井藩主第4代松平光通（秀康の孫）の時、現在地に移る。堂宇は数度の火災に遭い、文久2年（1862）に再建された本堂伽藍（本堂方24間）は全国屈指の威容を誇った。明治9年、福井御坊を福井別院と改称。昭和20年、福井空襲ですべてを消失。同23年、福井震災で仮本堂を焼失。
現在の本堂は昭和38年、門徒会館は同48年にそれぞれ崇敬門信徒の懇念により再建。平成5年、本堂と門徒会館の改修及び式台と役宅が新築され、同8年に蓮如上人500回遠忌法要が、また、平成24年、本堂・内陣・門徒会館の改修がされ、同25年に親鸞聖人750回大遠忌法要がそれぞれ本願寺第24代即如門主親修のもとで勤修された。

## 境内
- 本堂 - 毎朝6時から晨朝勤行。誰でも参拝できる。別院講社の門徒が参拝しており、懇志・賽銭を受け付けている。
- 門徒会館 - 寺務所兼福井教区教務所も入っている。

## アクセス
- えちぜん鉄道 - 三国芦原線西別院駅 徒歩4分